# 1976-os indianapolisi 500
A 60. alkalommal megrendezett Indianapolisi 500 mérföldes versenyt 1976. május 30-án rendeztek meg.
| Helyezés | Rajthely | Rajtszám | Versenyző             | Qual    | Rank | Körök száma | Élen | Kiesés oka   |
| -------- | -------- | -------- | --------------------- | ------- | ---- | ----------- | ---- | ------------ |
| 1        | 1        | 2        | Johnny Rutherford     | 188.957 | 2    | 102         | 48   |              |
| 2        | 5        | 14       | A.J. Foyt             | 185.262 | 10   | 102         | 29   |              |
| 3        | 2        | 20       | Gordon Johncock       | 188.531 | 3    | 102         | 18   |              |
| 4        | 7        | 40       | Wally Dallenbach, Sr. | 184.445 | 12   | 101         | 3    |              |
| 5        | 6        | 48       | Pancho Carter         | 184.824 | 11   | 101         | 3    |              |
| 6        | 3        | 68       | Tom Sneva             | 186.355 | 8    | 101         | 1    |              |
| 7        | 4        | 21       | Al Unser              | 186.258 | 9    | 101         | 0    |              |
| 8        | 19       | 6        | Mario Andretti        | 189.404 | 1    | 101         | 0    |              |
| 9        | 22       | 77       | Salt Walther          | 182.796 | 17   | 100         | 0    |              |
| 10       | 12       | 3        | Bobby Unser           | 187.520 | 5    | 100         | 0    |              |
| 11       | 30       | 51       | Lloyd Ruby            | 186.480 | 7    | 100         | 0    |              |
| 12       | 14       | 93       | Johnny Parsons        | 182.843 | 16   | 98          | 0    |              |
| 13       | 27       | 23       | George Snider         | 181.141 | 31   | 98          | 0    |              |
| 14       | 32       | 24       | Tom Bigelow           | 181.965 | 24   | 98          | 0    |              |
| 15       | 11       | 12       | Mike Mosley           | 187.588 | 4    | 98          | 0    |              |
| 16       | 33       | 8        | Jan Opperman          | 181.717 | 27   | 97          | 0    |              |
| 17       | 10       | 69       | Larry Cannon          | 181.388 | 29   | 97          | 0    |              |
| 18       | 17       | 9        | Vern Schuppan         | 182.011 | 21   | 97          | 0    |              |
| 19       | 29       | 97       | Sheldon Kinser        | 181.114 | 33   | 97          | 0    |              |
| 20       | 28       | 96       | Bob Harkey            | 181.141 | 32   | 97          | 0    |              |
| 21       | 15       | 98       | John Martin           | 182.417 | 18   | 96          | 0    |              |
| 22       | 18       | 83       | Bill Puterbaugh       | 182.002 | 22   | 96          | 0    |              |
| 23       | 21       | 28       | Billy Scott           | 183.383 | 15   | 96          | 0    |              |
| 24       | 23       | 92       | Steve Krisiloff       | 182.131 | 20   | 95          | 0    |              |
| 25       | 24       | 86       | Al Loquasto           | 182.002 | 23   | 95          | 0    |              |
| 26       | 26       | 63       | Larry McCoy           | 181.387 | 30   | 91          | 0    |              |
| 27       | 20       | 73       | Jerry Grant           | 183.617 | 13   | 91          | 0    |              |
| 28       | 8        | 45       | Gary Bettenhausen     | 181.791 | 25   | 52          | 0    | Turbocharger |
| 29       | 31       | 33       | David Hobbs           | 183.580 | 14   | 10          | 0    | Water Leak   |
| 30       | 13       | 7        | Roger McCluskey       | 186.499 | 6    | 8           | 0    | Baleset      |
| 31       | 9        | 5        | Bill Vukovich II      | 181.433 | 28   | 2           | 0    | Rod          |
| 32       | 16       | 17       | Dick Simon            | 182.342 | 19   | 1           | 0    | Rod          |
| 33       | 25       | 19       | Spike Gehlhausen      | 181.717 | 26   | 0           | 0    | Oil Pressure |